# Nygammal vals
"Nygammal vals" (tradução portuguesa "A nova velha valsa") foi a canção que representou a Suécia no Festival Eurovisão da Canção 1966 que teve lugar no Luxemburgo.
A referida  canção foi interpretada em sueco por Lill Lindfors e Svante Thuresson, foram acompanhados pelo musico de jazz estado-unidense Sahib Shihab na flauta. 
Foi a 10.ª canção a ser interpretada na noite do festival, a seguir à canção austríaca "Merci Chérie" , cantada por Udo Jürgens e antes da canção espanhola "Yo soy aquél", interpretada por Raphael. Terminou a competição em segundo lugar, tendo recebido um total de 16 pontos e foi a melhor classificação da Suécia até à vitória dos ABBA em 1974. No ano seguinte, em 1967, a Suécia fez-se representar com a canção "Som en dröm", interpretada por  Östen Warnerbring .

## Autores
- Letra: Björn Lindroth;
- Compositor: Bengt Arne Wallin
- Orquestração: Gert Ove Andersson